# Éric Tabarly

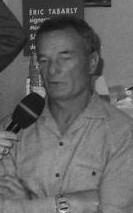
Éric Tabarly

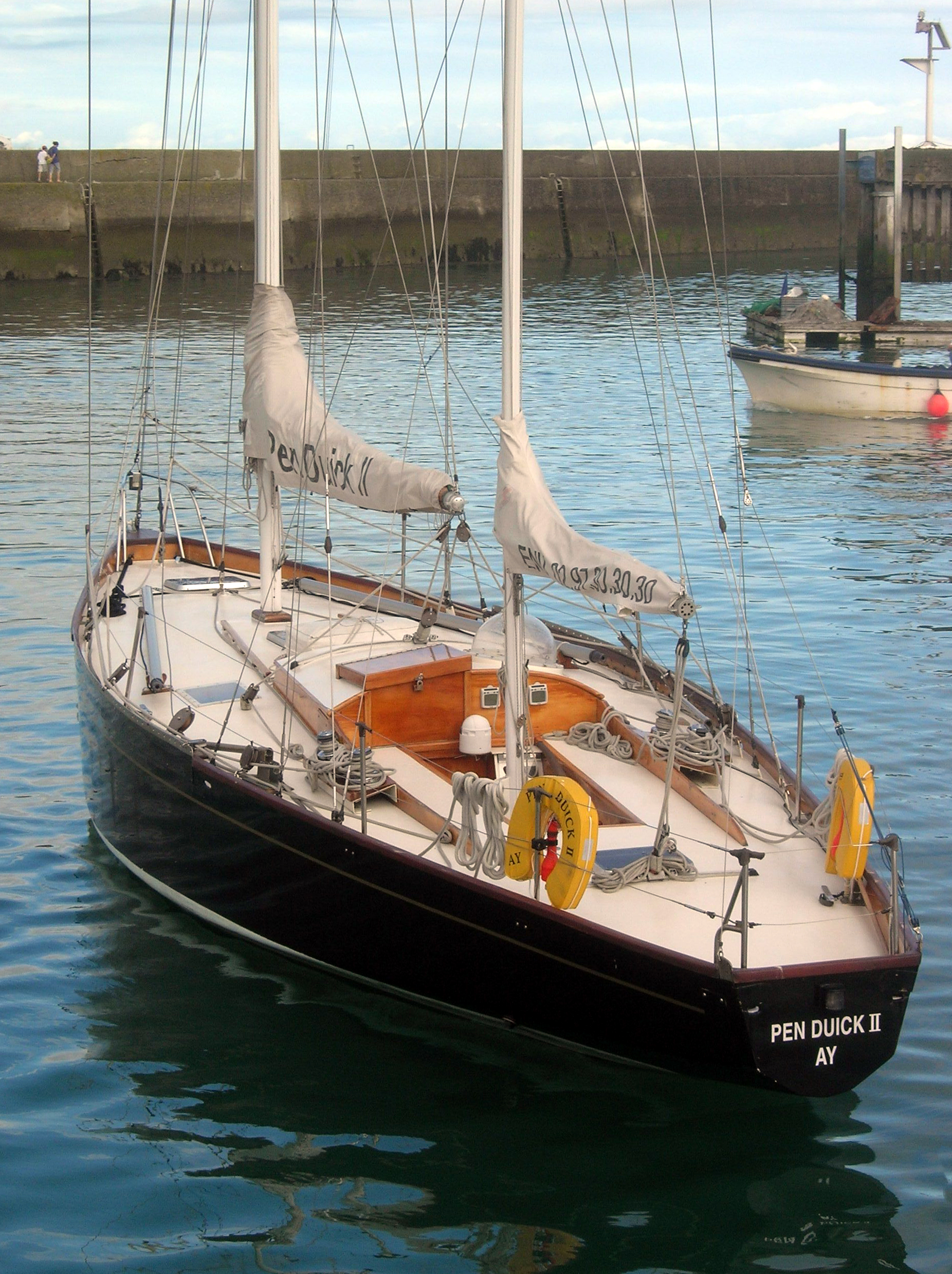
Jacht Erica Tabarly'ego Pen Duick II w Port Haliguen

Éric Tabarly (ur. 24 lipca 1931 w Nantes, zm. 14 czerwca 1998) – francuski żeglarz, oficer francuskiej Marynarki Wojennej, który jest uważany za ojca francuskiego żeglarstwa regatowego. 
Tabarly był ustanawiającym rekordy długodystansowym żeglarzem, który wygrał szereg znaczących regat na swoich jachtach (wszystkie nazwane Pen Duick z numeracją od I do VI). Jego zwycięstwo nad niepobitymi dotąd Brytyjczykami w Transatlantyckich Regatach Samotnych Żeglarzy OSTAR w roku 1964 zwróciło uwagę żeglarskiego świata na młodego oficera marynarki. Generał Charles de Gaulle udekorował go krzyżem Legii Honorowej.
Ten rok stał się przełomowy dla francuskiego jachtingu. Żeglarstwo stało się sportem narodowym. Ministerstwo Młodzieży i Sportu utworzyło nad Atlantykiem narodowe centrum żeglarstwa (Ecole Nationale de Voile). Rozwinął się przemysł jachtowy. Firmy takie jak Beneteau czy Janneau zyskały międzynarodową renomę i zostały potentatani na rynku światowym. Kolejne 30 lat to pasmo sukcesów Tabarly'ego: zwyciężał w regatach Channel Race, Turn of Gotland, Sydney Hobart (1967); San Francisco-Tokyo (1969); Falmouth-Gibraltar, Middle Sea Race (1971); Transpac (1972) i wielu innych. 
Zginął około godziny 1 w nocy 14 czerwca 1998 roku na Morzu Irlandzkim w drodze do portu Fairlie niedaleko Glasgow na zlot starych żaglowców; został uderzony gaflem podczas dużego rozkołysu w bliskich sztormowym warunkach i wypadł za burtę nieopodal wybrzeży Walii. 
Akcja ratunkowa załogi jachtu i przybyłych na ratunek innych statków nie przyniosła skutku. Jego ciało znalezione zostało pięć tygodni później w pobliżu wybrzeży Irlandii przez francuski trawler rybacki.